# Souhvězdí Holubice
Holubice je jedno z 88 souhvězdí moderní astronomie, leží na jižní obloze mezi souhvězdími Zajíce, Velkého psa, Lodní zádě, Malíře a Rydla. Souhvězdí vytvořil v roce 1592 nizozemský astronom Petrus Plancius. Předtím byla Holubice součástí souhvězdí Velkého psa.

## Mytologie
Vzhledem k tvůrci a období, kdy souhvězdí vzniklo, se předpokládá, že má znázorňovat biblický příběh o Noemovi a potopě světa. Noe tehdy ze své archy vyslal holubici, aby našla kousek suché země. Holubice se nakonec skutečně vrátila nesouc olivovou ratolest v zobáčku.
Podle jiné teorie by mohlo souhvězdí představovat holubici, kterou podle řecké mytologie vypustili námořníci ze své lodě Argó, aby prolétla mezi pohyblivými skalami Symplégadami v Bosporu. Díky tomu loď stihla proplout do Černého moře a Iásón s argonauty dopluli do Kolchidy pro zlaté rouno.

## Hvězdy
| Hvězda | Jméno | Hvězdná velikost |
| ------ | ----- | ---------------- |
| α Col  | Phact | 2,65m            |
| β Col  | Wezn  | 3,12m            |

Alfa Columbae, nejjasnější hvězda souhvězdí, v Česku vystupuje nanejvýš asi 6° nad jižní obzor (večer koncem ledna a začátkem února). Má jméno Phact a jedná se o dvojhvězdu. Beta Columbae neboli Wezn je druhá ze dvou jasnějších hvězd souhvězdí.Mí Columbae je rychle se pohybující hvězda, pravděpodobně vymrštěná z Velké mlhoviny v Orionu před 2,5 miliony let. Astronomové předpokládají, že kdysi tvořila dvojhvězdný systém s AE Aurigae v souhvězdí Vozky, která se od oblasti Orionu vzdaluje opačným směrem. Dvojice se rozpadla vlivem blízkého přechodu okolo jiné hvězdy.

## Objekty hlubokého vesmíru
V malém souhvězdí ležícím mimo Mléčnou dráhu není mnoho zajímavých objektů. NGC 1851 je nenápadná kulová hvězdokupa. Nejjasnější galaxie v souhvězdí je NGC 1808 s celkovou magnitudou okolo 10, ale je nevýrazná.

## Poloha
Holubici můžeme identifikovat jako pokřivenou linii hvězd jižně od Zajíce. Na této linii se nacházejí dvě nejjasnější hvězdy souhvězdí, Alfa a Beta. Hranici souhvězdí tvoří polygon šesti stran. Na jihu sousedí se souhvězdími Malíře a Lodní zádě, jež tvoří i část východní hranice. Na severovýchodě hraničí se souhvězdím Velkého psa, na severu se Zajícem. Západní hranici tvoří nevýrazné souhvězdí Rydla. Malá jižní část souhvězdí v našich zeměpisných šířkách už nevychází nad obzor.